# Giorgio Zancanaro (Radsportler)
Giorgio Zancanaro (* 15. Juni 1940 in Alessandria) ist ein ehemaliger italienischer Radrennfahrer.

## Sportliche Laufbahn
Zancanaro gewann 1961 die Bergpreiswertung der Tour de l’Avenir, die von seinem Landsmann Guido De Rosso gewonnen wurde. Zudem gewann er die 6. Etappe und wurde 13. im Endklassement. Nach seinem Sieg im Großen Preis von Bern und der Teilnahme an den UCI-Straßen-Weltmeisterschaften der Amateure wurde er im Herbst Berufsfahrer. Von 1961 bis 1968 war er als Profi aktiv.
Beim Giro dell’Emilia wurde er Zweiter hinter Diego Ronchini. 1961 siegte er im Giro della Provincia di Biella. 1962 war er am Start der Tour de France und wurde dabei als 64. klassiert. 1963 konnte er beim Gesamtsieg von Franco Balmamion Dritter im Giro d’Italia werden. Er gewann die 9. Etappe. Einen weiteren Etappensieg holte er sich im Giro 1964. Zudem gewann er den Giro della Toscana. 1967 gewann er die 1. Etappe des Giro. Die Vuelta a España bestritt er 1963, schied jedoch aus.

## Familiäres
Sein älterer Bruder Ardelino Zancanaro war ebenfalls Radprofi.